# Горњи Кључаровци
Горњи Кључаровци (словен. Gornji Ključarovci) су насељено место у општини Свети Томаж, Подравска регија, Словенија.

## Историја
До територијалне реорганизације у Словенији били су у саставу старе општине Ормож.

## Становништво
У попису становништва из 2011. године, Горњи Кључаровци су имали 100 становника.
| Број становника према пописима | Број становника према пописима | Број становника према пописима |
| ------------------------------ | ------------------------------ | ------------------------------ |
| 1991                           | 2002                           | 2011                           |
| 120                            | 113                            | 100                            |

Напомена: Године 1953. настала спајањем насеља Грме и Кључаровци, која су укинута.

## Познате личности
- Франц Ксавер Мешко